# ديف كنودسون (سياسي)
ديف كنودسون هو محامي وسياسي أمريكي، ولد في 30 أبريل 1950 في ينكتون في الولايات المتحدة. نشط حزبياً في الحزب الجمهوري. وقد انتخب عضو مجلس ولاية داكوتا الجنوبية ‏.